# Castell de Vila Nova de Cerveira
El Castell de Vila Nova de Cerveira es troba a la freguesia i vila de Vila Nova de Cerveira, districte de Viana do Castelo, a Portugal.
Guaita de la frontera nord, delimitada pel curs del riu Minho, s'alça al seu marge esquerre, fronterer amb Galícia, cobrint la línia defensiva de l'Alto Minho, al tram comprés entre l'estuari del riu, a l'altura de Caminha i la vila de Melgaço.

## Història

### Antecedents
No es posen d'acord els estudiosos sobre la primitiva ocupació humana de l'indret, punt de travessia del riu per a mercaders i pelegrins, i frontera natural amb l'antic Regne de Lleó.

### El castell medieval
La referència més antiga sobre la seua defensa apareix en la carta foral confirmada per Sanç II (1223-48) a la vila d'Elvas (1229), en què, entre els noms dels nobles que la subscriuen, apareix el de Pedro Novaes, tenens del castell de Cerveira (Domnus Petrus Novaes tenens castellum). Es creu que el castell el constituïa, llavors, només una torre defensiva.
En el temps del rei Alfons III (1248-79), les <i>Inquirições</i> (<i>Consultes</i>) de 1258 informen que els habitants de Cerveira i de les freguesies veïnes estaven obligats a l'anúduva, tribut feudal que consistia, en cas de necessitat de reparacions en cap castell, en el subministrament de materials de construcció i treball per part del poble.
El seu successor, Dionís I (1279-1325), per ampliar el poblament de la zona, va intentar atraure parelles cap a Cerveira (1317), i li atorgà Carta Foral que la transformava en vila (Vila Nova de Cerveira) amb els privilegis ja concedits a Caminha (1 d'octubre del 1321). Daten d'aquest període la millora i ampliació de les defenses, ratificades documentalment quan Rui de Pina (Crònica del rei D. Diniz) inclou Vila Nova de Cerveira entre els pobles que aquest monarca va poblar de nou i hi va fer castells.
Quan esclata la crisi de 1383-1385, l'alcaide del castell i el poble es mantingueren lleials a Castella. A la primavera del 1385, quan el conestable Nuno Álvares Pereira, després de conquerir el Castell de Neiva, comença una peregrinació a Santiago de Compostel·la al capdavant dels seus soldats, i els dugué davant Vila Nova de Cerveira; els cavallers de la vila, recelant-ne un atac, li demanaren que no els atacàs, doncs ells eren portuguesos i volien ser servidors del rei i del Regne. D'aquesta manera, el conestable obtingué la submissió de Vila Nova de Cerveira i de les altres terres de la zona al rei Joan I (1385-1433).
Alfons V (1438-1481) va recompensar els fets de Leonel de Lima, en les campanyes del nord d’Àfrica, donant-li el títol de 1r vescomte de Vila Nova de Cerveira (1476) i la possessió de la vila. Aquest en reforçà les defenses.
Sota el regnat de Manuel I (1495-1521), la població i el seu castell són descrits per Duarte de Armas (<i>Livro das Fortalezas</i>, c. 1509).(1)

### De la Guerra de Restauració als nostres dies
Durant la Guerra de Restauració de la independència portuguesa, la població pogué resistir, sota el comandament de Manuel de Souza Abreu, al setge de les tropes espanyoles (1643), fet que es repetí en el context de la Guerra del Francés, quan va impedir el pas, en aquell tram del riu, a les tropes napoleòniques sota el comandament del general Soult (1809).
Daten de la segona meitat del segle xvii les millores que es van fer a la defensa davant dels esdeveniments de 1643 i del creixement de la vila. Realitzada de 1660 a 1665 per Diogo de Lima, 8é vescomte de Vila Nova de Cerveira, aquesta modernització inclou la construcció de cinc baluards, muralles i fossats cobrint el perímetre urbà.
Daten d'aquest període les noves portes de la vila: la Porta del Riu (oest), i la de Darrere de l'església (est), la de la Campana (nord) i la Nova (a l'eixida per a Gondarém). És també d'aquest període la Capella de Nossa Senhora da Ajuda, a l'interior del castell junt a la porta principal.
Durant el segle xix, el creixement de la vila feu enderrocar les muralles. Una de les pèrdues més lamentables fou el donjon, parcialment destruït (1844), al qual seguí la muralla nord, amb la desaparició de la primitiva porta de la Traïció.
En el segle xx, l'antic castell fou classificat com a Immoble d'Interés Públic pel decret del 21 de desembre de 1974, i donat a la Cambra Municipal, que en procedí a la revalorització.

## Característiques
El castell té planta de forma ovalada, típica de l'estil gòtic, amb muralles de pedra coronades per cresteria, recorregudes per un adarb, i en destaquen els vestigis de l'antic donjon. El castell és accessible per dues portes connectades entre si per un carrer:
- l'elegant porta de la barbacana (Porta de la Vila) en arc ogival, coronada per l'escut d'armes de Dionís I, al sud, comunicant amb el terreny de la fira;
- la Porta de la Traïció, al nord, comunicant amb el marge del riu.

A l'interior hi ha els edificis de l'Ajuntament i la presó, la creu de terme, l'església de la Misericòrdia, les casernes i la cisterna. A l'entrada principal de la barbacana, es troba la Capella de Nossa Senhora da Ajuda.
Els vestigis de la modernització siscentista del castell foren absorbits parcialment per l'expansió urbana del segle xix.(2)